# Sede de Prudential
Prudential Financial es una empresa de Newark, Nueva Jersey. Ha construido varios edificios para albergar su sede central en el distrito de Four Corners alrededor de las calles Broad y Halsey, como el Gibraltar Building, el Prudential Building, el Prudential Plaza y la Prudential Tower. Comenzó como The Widows and Orphans Friendly Society en 1875. Durante un corto tiempo se llamó Prudential Friendly Society, y durante muchos años después de 1877 se conoció como Prudential Insurance Company of America, un nombre que todavía se usa ampliamente. Además de sus propias oficinas, la corporación ha financiado grandes proyectos en la ciudad, incluidos el Gateway Center y el Prudential Center. Tiene unos 5.200 empleados en la ciudad.

## Sede inicial
Los cuatro edificios de la sede original de Prudential se construyeron entre 1892 y 1911 como ejemplos tempranos de estructuras de acero en Newark, revestidos de piedra caliza gris de Indiana con estilo gótico neorrománico, obra de George B. Post. 

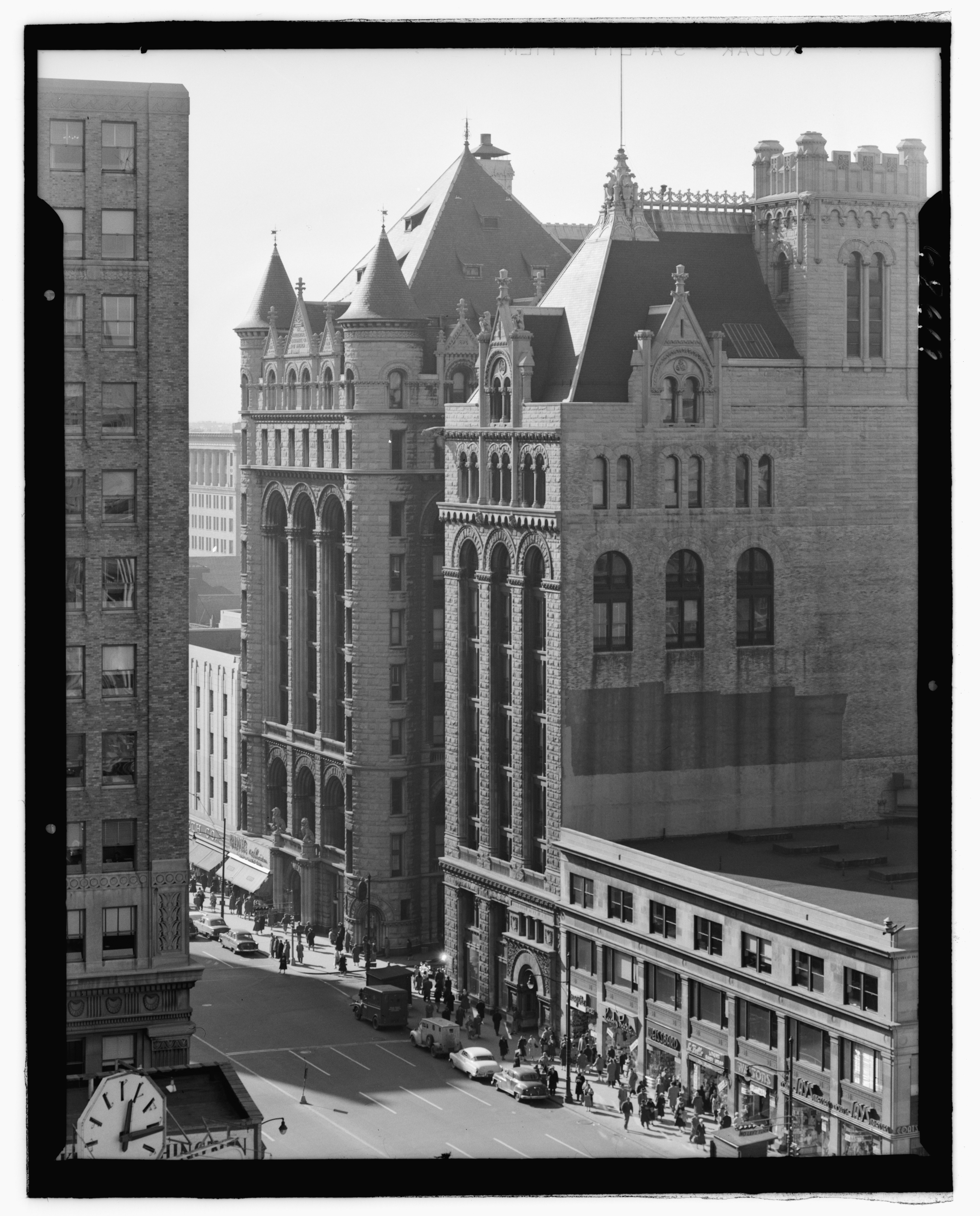
Edificios de la sede original de Prudential.

Los cuatro edificios se conocían como Main, North, West y Northwest y eran los más altos de la ciudad a principios del siglo XX. Todos fueron demolidos en 1956 para dar paso a la Prudential Plaza. La Prudential Tower de 45 pisos propuesta habría sido una de las más altas de Newark si se hubiera construido.

## Gibraltar Building

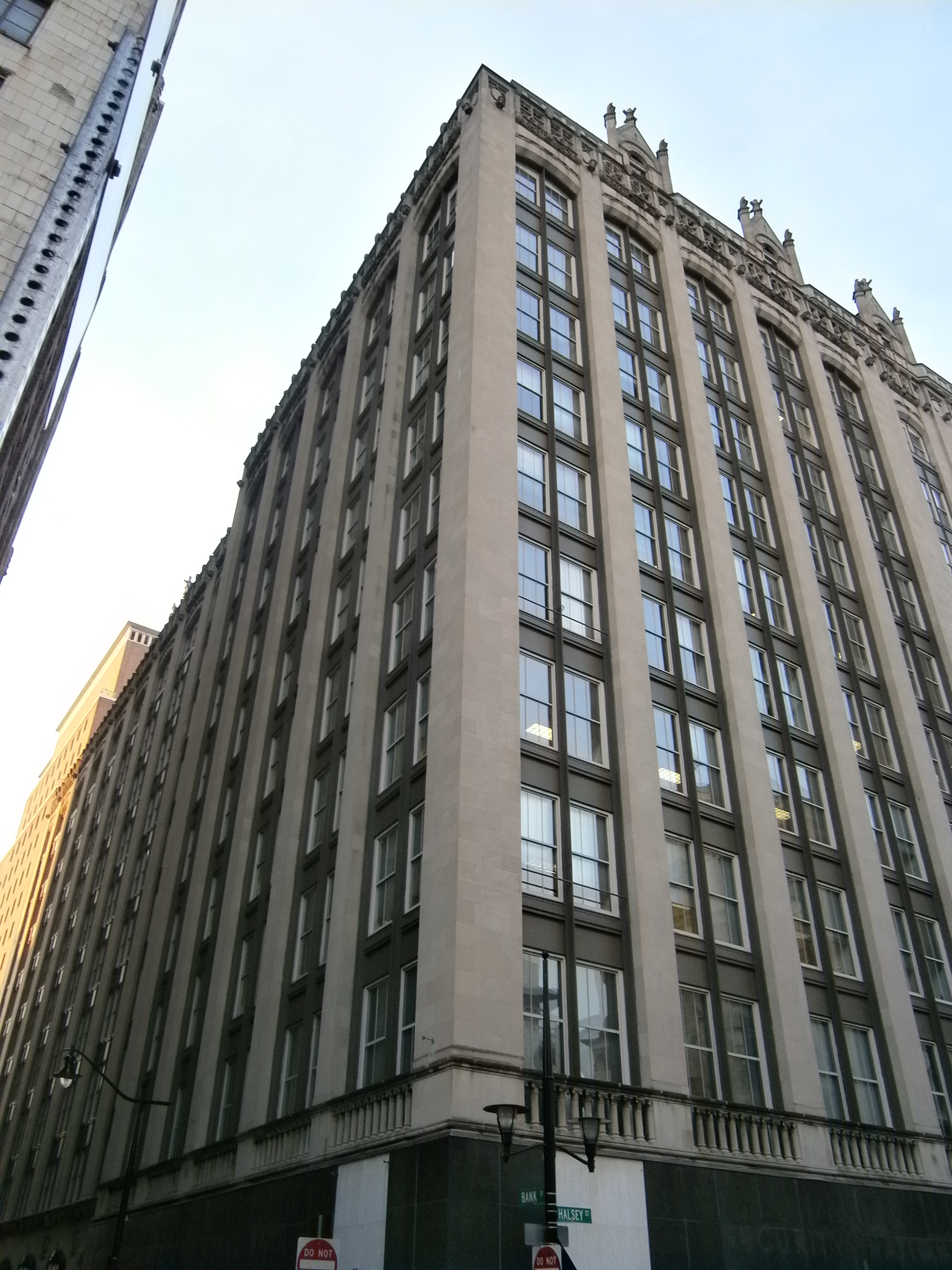
El Gibraltar Building (1927).

El Gibraltar Building (1927), sede de la empresa de servicios financieros hasta 1986, está situado entre otras dos torres de oficinas construidas posteriormente para la empresa, todas conectadas por un pasaje subterráneo. El nombre está inspirado en el logo de la empresa, el Peñón de Gibraltar. 
La estructura del neogótico fue diseñada por el arquitecto Cass Gilbert, conocido por muchas obras, incluido el Woolworth Building y el Edificio de la Corte Suprema de Estados Unidos. Gilbert también fue arquitecto del edificio Kinney en la esquina sureste de las calles Broad y Market.
Vendido en 1987 y posteriormente renovado y restaurado, ahora alberga el Tribunal Superior del Tribunal de Familia, la Cancillería y el Tribunal Fiscal del Condado de Essex de Nueva Jersey, así como otras agencias gubernamentales y empresas privadas. Es en la actualidad el 27° edificio más alto de la ciudad.

## Prudential Building

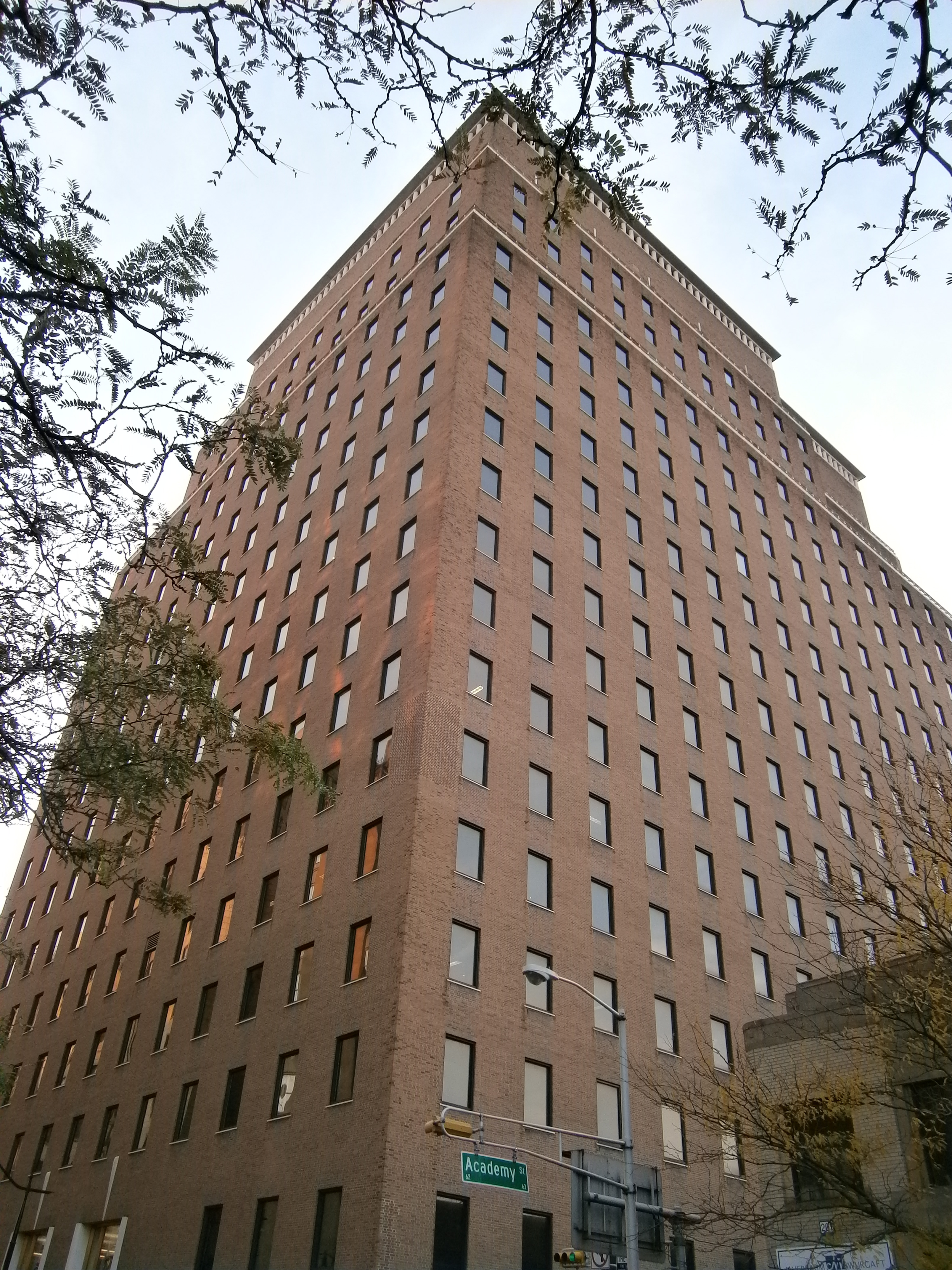
Prudential Building, de 1942.

Poco después de que se completara Prudential Building en 1942, fue asumido por el gobierno federal para su uso por la Oficina de Beneficios de Dependencia (ODB), que se trasladó a Newark desde Washington durante la Segunda Guerra Mundial. La ODB era responsable de los pagos a los militares dependientes y sus familias. 
El trabajo continuó las 24 horas del día en 213 Washington Street hasta que se devolvió a Prudential en 1946. Es el 13° edificio más alto de la ciudad.

## Prudential Plaza

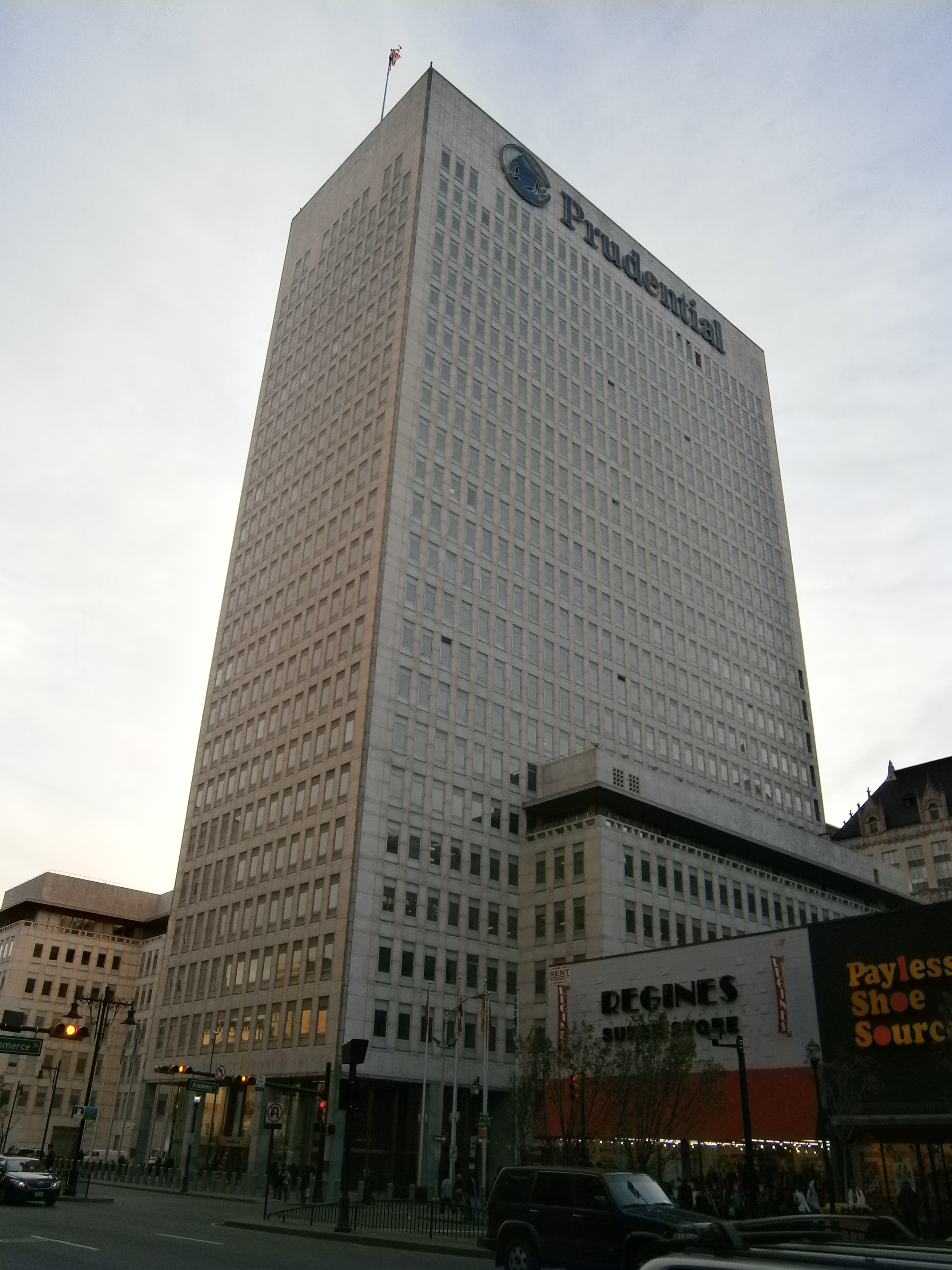
La sede actual, el Prudential Plaza, inaugurado en 1960.

La sede actual de Prudential, Prudential Plaza, se inauguró en 1960 durante la era de New Newark cuando se construyeron edificios modernistas en el centro. El edificio de estilo internacional es uno de los más altos y prominentes del horizonte de Newark. La fachada de mármol de Vermont incluye 1600 ventanas con marcos de aluminio. 
El 1 de agosto de 2004, el Departamento de Seguridad Nacional de los Estados Unidos. Anunció el descubrimiento de amenazas terroristas contra la Plaza, lo que provocó medidas de seguridad a gran escala, como barreras de hormigón y cambios de seguridad interna, como máquinas de rayos X.
El vestíbulo del edificio estaba originalmente adornado con un tríptico de mosaicos diseñado por Hildreth Meiere titulado "Los pilares de Hércules". Los paneles habían sido retirados y almacenados; dos fueron instalados formalmente en el Centro de Estudios Helénicos en Washington D. C. y otro en el Museo de Newark. Es el tercer edificio más alto de la ciudad.

## Prudential Tower
En 2011, Prudential anunció planes para construir otra torre de oficinas cerca de la sede de Plaza. La empresa había recibido un crédito fiscal de tránsito urbano de 250 millones de dólares del estado, que requería que creara nuevos empleos y construyera a una distancia a pie de un centro de tránsito. El sitio de la torre de 444 millones de dólares y 60.000 m² se encuentra en Broad Street, al oeste de Military Park.
La construcción comenzó en julio de 2013. El exterior de la torre se completó en enero de 2015 y el edificio se inauguró en julio de 2015. En la actualidad es el 12° edificio más alto de Newark.

## Galería de fotos

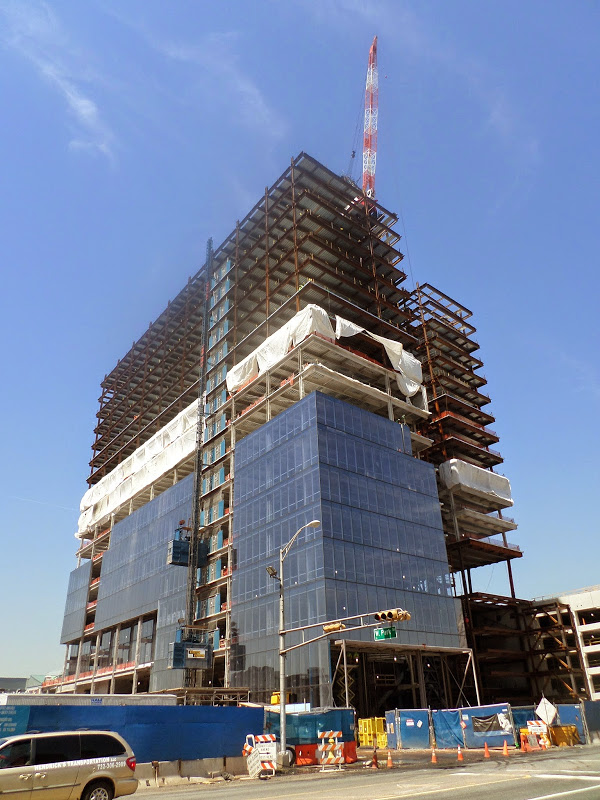
Prudential Tower, construcción en abril de 2014
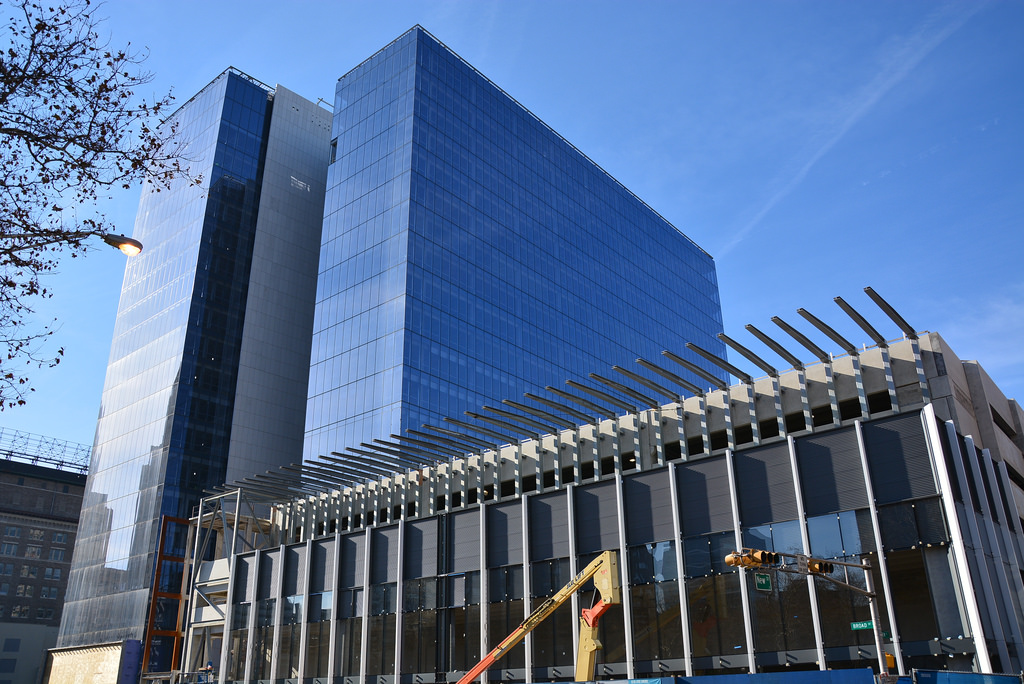
La Prudential Tower en enero de 2015
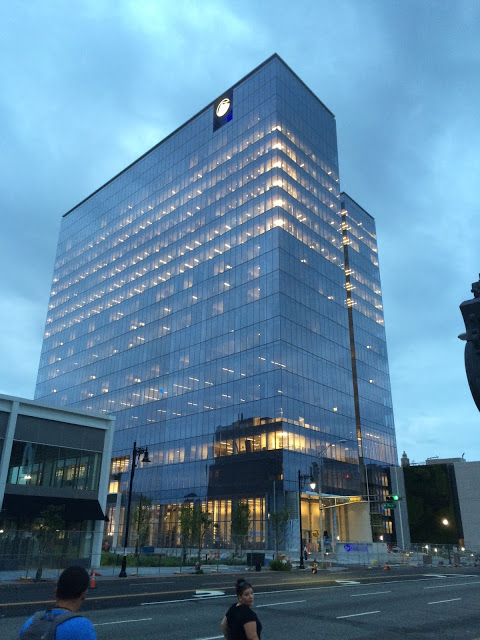
Vista nocturna de la Prudential Tower.